# Viper (Madame Hydra)
Viper (Ophelia Sarkissian, anteriormente conocida como Madame Hydra; además de Víbora en España) es una supervillana ficticia que aparece en los cómics estadounidenses publicados por Marvel Comics. Ella es una enemiga de los Vengadores y los X-Men.
Viper apareció en la película de 2013 The Wolverine, interpretada por la actriz rusa Svetlana Khodchenkova. Mallory Jansen interpretó una versión de Madame Hydra en la serie de televisión Agents of S.H.I.E.L.D. de Marvel Cinematic Universe durante la cuarta temporada. Esta versión fue la identidad que adoptó una I.A. robótica llamada AIDA en un mundo matricial llamado Framework.

## Historia de publicación
El personaje apareció por primera vez en Capitán América vol. 1 # 110 (febrero de 1969)y fue creado por Jim Steranko.Apareció en la serie Capitán América: Steve Rogers del 2016.Apareció en la serie Hunt for Wolverine: Mystery in Madripoor de 2018.

## Biografía ficticia
Ophelia Sarkissian quedó huérfana siendo una niña en Hungría. Parte de su rostro tenía cicatrices en algún momento, aunque desde entonces se ha curado. Entre otras doce chicas, Ophelia fue acogida por Hydra y criada por Kraken. Por veintidós años, Ophelia se destacó y se convirtió en la mejor estudiante de Kraken. En algún momento ascendió en las filas de Hydra y con frecuencia entró en conflicto con el Capitán América y la organización conocida como S.H.I.E.L.D.. Primero apareció como líder de Hydra con el nombre en código Madame Hydra, y primero luchó y capturó al Capitán América al intentar contaminar la ciudad de New York a través del agua. Ella capturó a Rick Jones como cebo en una trampa para el Capitán América, y luego sometió a los Vengadores con gas, planeando enterrarlos vivos, y luchó contra el Capitán América nuevamente. Sin embargo, aparentemente fue asesinada cuando el Capitán América y Rick Jones esquivaron misiles que les disparó y quedó atrapada en su explosión. Algún tiempo después, se supo que el Fantasma del Espacio había intercambiado lugares con ella, y su paradero en ese momento no se reveló.
Ella cortó lazos con Hydra. Madame Hydra ayudó a Jordan Stryke, un supervillano con nombre en código Viper, a escapar de la custodia en Virginia, solo para proceder a asesinarlo y usurpar su nombre en clave y liderazgo del grupo conocido como el Escuadrón Serpiente. Como la nueva Viper, ella secuestró al presidente de Roxxon, Hugh Jones, para ponerlo en la esclavitud de la Corona Serpiente. Ella luchó contra Nomad y Namor el Submarinero. Viper fue la fundadora y líder del submundo criminal de élite a través de la crueldad, la traición y la astucia de su corazón negro.
Viper se hizo cargo del Helicarrier de S.H.I.E.L.D., y planeó estrellarse contra el edificio del Congreso. Ella empleó a Boomerang y al Samurái de Plata como operarios, y luchó contra Spider-Man, la Viuda Negra, Shang-Chi y Nick Fury. Viper más tarde empleó al Samurai de Plata como su jefe de operaciones, e intentó secuestrar a Michael Kramer, un hombre que portaba una enfermedad experimental fatal, para liberarlo en Estados Unidos. Viper luchó contra Spider-Woman y se convenció de que ella era Merriem Drew. Drew era la madre de Spider-Woman y se consideraba fallecida desde 1931. El problema reveló que Merriem se había aliado con Chthon y a cambio se le concedió la longevidad. Viper reveló que había sido un peón de Chthon durante cincuenta años, pero salvó la vida de Spider-Woman desafiando a Chthon. Viper, empleando a Constrictor como su jefe de operaciones, capturado Spider-Woman, creyendo que era responsable de hacerle pensar que estaban relacionados. Se reveló que Chthon le había otorgado a Viper falsos recuerdos de la maternidad de Jessica como parte de un plan para colocar a ambas mujeres bajo su control. Viper capturó al Capitán América y planeó liberar su nueva peste bubónica. Si Viper realmente tiene una longevidad extraordinaria se dejó incierto.
Empleando al Samurái de Plata, Viper intentó coaccionar al Team America para robar el cristal cavourita, y luego combatieron a los Nuevos Mutantes. En uno de sus muchos actos de terrorismo, tartó de obtener el control de la organización serpiente de temática denominada Sociedad Serpiente, con Slither, Copperhead, Puff Adder, Fer-De-Lance y Black Racer como sus agentes. Los últimos cuatro operativos se infiltraron en la Sociedad Serpiente en un intento de hacerse cargo. Viper envió a Cobra, Boomslang y Copperhead a envenenar el suministro de agua de Washington D. C. con un veneno de serpiente. Viper aterrorizó a la Casa Blanca y al Presidente, y se enfrentó al Capitán América. Intentó asesinar al exlíder de la organización Sidewinder, pero fue traicionada por Cobra y arrestada por el Capitán América. Viper fue liberada después de prisión por Tyrannus. Ella usó una serpiente mutágena en drogadictos, y luego luchó contra el Punisher. Luego se volvió contra Tyrannus y luchó contra él. Madame Hydra también entró en conflicto con los X-Men. Ella entró en contacto con ellos al tratar de asesinar a Mariko Yashida en nombre de su aliado y presunto amante, el Samurái de Plata, y trató de envenenar el equipo.
Madame Hydra también ha tenido conflictos con los X-Men. Primero entró en contacto con ellos al tratar de asesinar a Mariko Yashida en nombre de su aliado y presunto amante Samurái de Plata, y trató de envenenar al equipo mientras estaba disfrazada de la sirvienta inconsciente de Mariko. Casi mata a los miembros de X-Men, Rogue y Tormenta en dos ocasiones separadas, con Tormenta siendo casi asesinada por Viper durante la invasión de Khan. También se enfrentó a los Nuevos Mutantes y fue considerada responsable de la presunta desaparición de Karma (Karma solo fue herida y fue secuestrada por el Rey Sombra).
Madame Hydra es una terrorista profesional y tiene su propia organización. Ella ha entrado en conflicto con muchos superhéroes y supervillanos a lo largo de los años. Su nihilismo y su tendencia a propagar la muerte a su alrededor ha dificultado que otros villanos se asocien con ella. Solo el Cráneo Rojo ha encontrado una tendencia encantadora y ha mantenido una relación con ella por un tiempo. La relación terminó cuando Cráneo descubrió que Viper estaba usando sus recursos para financiar masacres sin ningún beneficio financiero aparente para ninguno de ellos.
Durante un tiempo, Viper empleó un equipo de engendros (conocidos como "Pit-Vipers"), para hacerse pasar por ella. Sin embargo, actuando por su cuenta, Pit-Viper 12 llegó a estar implicado con Punisher durante una conferencia de la delincuencia internacional en Las Vegas, y más tarde avisó a S.H.I.E.L.D. de la tentativa de la verdadera Viper para robar misiles nucleares rusos en Moscú. Para comprometer su anonimato, Viper personalmente mató a su doble traicionera.
Más tarde, Viper chantajeó a Wolverine para que se casara con ella como un medio para asegurar su imperio criminal en Madripoor. Aunque se trataba de un matrimonio de conveniencia, ella solicitó consumar el acuerdo. Algún tiempo después, su cuerpo fue brevemente habitado por el espíritu de Ogun, y Wolverine la hirió mortalmente como un medio para expulsar al espíritu de su cuerpo moribundo. A cambio de buscar atención médica para salvar su vida, Wolverine exigió el divorcio. Más tarde se suponía que ella realmente había desarrollado sentimientos por Wolverine.
Viper era entonces miembro de una encarnación del Club Fuego Infernal, trabajando con Courtney Ross, brevemente bajo el título de "Princesa Guerrera Blanca". Ella también se asoció con La Mano y reanudó sus lazos con el Samurái de Plata. Ella también ha retomado el nombre de "Madame Hydra".
Durante un tiempo, Viper fue la dictadora de la nación de Madripoor, utilizando los recursos de la nación para apoyar el terrorismo global a través de Hydra. Fue derrocada por el nuevo Director de S.H.I.E.L.D., Tony Stark y Tyger Tiger, la última de los cuales ahora es la gobernante de Madripoor.
En Secret Warriors # 2 durante la historia de Dark Reign, se ve a Viper dejando a su amante, el Samurái de Plata, para reunirse con el Barón von Strucker y el consejo gobernante de Hydra. Se reveló en Secret Warriors # 3 que ya no es Madame Hydra, ya que fue reemplazada por Contessa Valentina Allegra de Fontaine, que tomó el manto de Madame Hydra, vistiendo un elaborado tocado de tentáculo y elaboradas túnicas de Hydra.
En Secret Warriors # 12, Viper es secuestrada por el misterioso grupo Leviathan, quienes están decididos a descubrir la ubicación de una misteriosa caja que tanto ella como Madame Hydra obtuvieron de los Yashidas. Madame Hydra llegó al cuartel general de Leviathan y ofreció la caja a su líder, para gran consternación de Viper. Madame Hydra disparó a Viper hasta la muerte. Sin embargo, cuando llegó Hydra, Hive la resucitó, dándole los tentáculos que surgían de su cabeza, y se renombra a sí misma Madame Hydra.
Siguiendo la historia de Fear Itself, Madame Hydra se une a H.A.M.M.E.R. después de que Norman Osborn escapa de la Balsa y recupera el liderazgo. Después de la derrota de Osborn y los Vengadores Oscuros, Madame Hydra usa los recursos del ya desaparecido H.A.M.M.E.R. para comenzar a reconstruir la organización Hydra. Más tarde informa a Spider-Woman y Hawkeye sobre un atraco que Señor Negativo está planeando en un almacén de S.H.I.E.L.D.. Mientras los Vengadores tratan con Señor Negativo, Madame Hydra ataca una instalación de S.H.I.E.L.D. diferente y roba varios Skrulls cautivos que quedan de la Invasión Secreta.
Madame Hydra luego dirigió un ataque contra la Torre de los Vengadores mientras el equipo está fuera. Ella y el resto de sus fuerzas son derrotados por Ángel y su yo más joven de antes en la corriente temporal.
En "Death of Wolverine", Nuke la reveló como la "Reina Verde" y actual líder de Madripoor, quien envió un contrato para capturar a Wolverine.
Viper es parte del Consejo Superior de Hydra que la nueva Madame Hydra está recogiendo para ayudar a Steve Rogers que había alterado la historia por el clon de Cráneo Rojo usando los poderes de KOBIK ser un agente de Hydra cama durante años.
Durante la historia del "Imperio secreto", Viper asiste a la reunión del Consejo Superior de Hydra y habla sobre la apertura de dos nuevos centros de detención para duplicar la cantidad de inhumanos bajo custodia indefinida. Mientras hace negocios con algunos hombres, un agente de Hydra le dice a Viper que han detenido a Viuda Negra. Esto es parte de una diversión para que los Campeones puedan infiltrarse en una base de Hydra. Cuando Viper se da cuenta de que Viuda planea matar a Hydra Supremo, Viper intenta persuadir a Viuda para que se una a su empresa.
Durante la historia de "Hunt for Wolverine", Viper se ve en Madripoor donde dirige las Femme Fatales (que consiste en Knockout, Bloodlust, Mindblast, Snake Whip, y Sapphire Styx) en una emboscada a Kitty Pryde, Domino, Júbilo, Psylocke y Tormenta en el Impresario Restaurante del Rey. Mientras que Psylocke, Rogue y Tormenta son derrotadas y hechas prisioneras por Madame Hydra y Femme Fatales, Kitty Pryde escapa con Domino y Júbilo. Viper felicita a las Femme Fatales por su trabajo, ya que ahora tienen a Psylocke, Rogue y Tormenta como sus prisioneras. Mindblast sugiere que generen una recompensa por los que escaparon, indicando que todos los pandilleros de Lowtown los estarán buscando. Viper afirma que discutirá con su cliente sobre dónde proceder a continuación y depositará a Rogue y Tormenta en el cliente como "invitados especiales". Cuando Viper le da el informe de estado a un representante de su cliente, ella menciona que Sapphire Styx todavía se está quedando sin Psylocke al igual que lo hizo con Magneto. El representante le dice a Viper que Sapphire Styx tiende a preferir la fuerza vital de los mutantes y le dice a Viper que se concentre en entregar el paquete, ya que todo lo que sirven cumple la voluntad de Soteira. Cuando Snake Whip pregunta si van a ignorar el apetito vampírico de Sapphire Styx, Viper dice que tienen que obedecer las órdenes del representante y "dejar que el @ # $% se alimente". Viper es contactada por un representante de Soteira que estaba disgustado porque el lanzamiento se retrasó por una tormenta torrencial y sugiere que se lancen antes del amanecer. Mientras acepta a regañadientes la sugerencia del representante, Viper y Snake Whip comprueban a Sapphire Styx que derriba a Snake Whip y afirma que el alias de Wolverine Patch está presente a pesar de que Sapphire es el único que puede verlo. Viper llama a Knockout y Mindblast lejos de los prisioneros para ayudar a lidiar con Sapphire. Después de escuchar que el sitio de lanzamiento del cohete con destino a Soteira está bajo ataque, Viper da la orden de lanzarlo ahora. Después de que Sapphire Styx explota, Viper mantiene el terreno más alto mientras Snake Whip se une a la lucha. Cuando las Femme Fatales son derrotadas, Viper huye cuando Magneto planea perseguirla para purgar a Madripoor del imperio criminal de Viper.
En las páginas de la miniserie Ravencroft, Viper es vista como miembro de J.A.N.U.S.

## Poderes y habilidades
Viper no tiene habilidades sobrehumanas, pero su fuerza, velocidad, reflejos, agilidad, destreza, coordinación, equilibrio y resistencia son del orden de un atleta olímpico. Ella es una gran espadachín e incluso un mejor tirador con la mayoría de las armas de largo alcance, y tiene una amplia capacitación en combate cuerpo a cuerpo. Viper ocasionalmente emplea armas envenenadas con motivos de serpientes, como dardos venenosos o colmillos artificiales llenos de veneno. Ella utiliza armamento experimental, incluido un anillo que permite la teletransportación, y en X-Treme X-Men, hizo uso de accesorios de garras afiladas que aparentemente estaban incorporadas en sus guantes. Un brillante estratega y táctico con amplia experiencia táctica de combate, Viper es altamente hábil en el manejo de organizaciones criminales y está muy bien conectado en el mundo criminal internacional. También es una maestra del sigilo y el espionaje. Quizás sus mayores fortalezas son su influencia, los recursos financieros a su disposición debido a su estatura en el crimen organizado y una extraña suerte que le ha permitido engañar a la muerte en situaciones en las que la gente menor habría muerto. Viper puede o no tener una longevidad aumentada sobrenaturalmente.
Viper generalmente está armado con varias pistolas de rayos y pistolas convencionales. También ha utilizado otras armas especiales, como dardos, cuchillos y látigos con punta de veneno. Ella ha afilado y alargado los dientes caninos con huecos dentro de ellos. Ella mantiene un veneno especial en ellos, al que tiene inmunidad.
Por un breve tiempo, Chthon reemplazó su ojo derecho con una esfera negra capaz de proyectar personas en una dimensión mágica.

## Otras versiones

### Era de Apocalipsis
En esta realidad, Viper es esposa del Samurái de Plata, y ambos quieren conquistar Japón. Su muerte motiva al Samurái a unirse a los X-Men.

### Ultimate Viper
Viper es parte de Hydra. Ella intenta robar la armadura de Iron Man, antes de ser capturada por S.H.I.E.L.D.

## En otros medios

### Televisión
- Viper apareció en el capítulo “Objetivo X” de la cuarta temporada de X-Men: Evolution, con la voz de Lisa Ann Beley.[54] Como se ve en "Objetivo X", es la líder de Hydra y tiene a su servicio a Gauntlet. Viper aparentemente muere cuando su base voladora es destruida por X-23.

- Viper también aparece en la serie animada The Avengers: Earth's Mightiest Heroes con la voz de Vanessa Marshall.[55][56] En el episodio, "Widow's Sting" es capturada por S.H.I.E.L.D. y descubren que en realidad es un Skrull disfrazado. En el episodio donde aparece oficialmente "Prisoner of War", se mostró que la verdadera Viper está siendo mantenida cautiva en la nave de los Skrull, pero fue liberada por el Capitán América y se vio obligada a huir de la nave. Ella tiene una pequeña aparición en el episodio "Secret Invasion" y se muestra ayudando a los héroes en su lucha contra los Skrulls. Viper regresa en el episodio "Along Came A Spider", donde ella y el Rey Cobra son rescatados de S.H.I.E.L.D. por la Sociedad Serpiente, pero finalmente son capturados por el Capitán América y Spider-Man.

- Madame Hydra aparece en la cuarta temporada de la serie Agents of S.H.I.E.L.D. Ella aparece como la inteligencia artificial Aida en la realidad virtual "Framework" (interpretada por la actriz Mallory Jansen).[57][58] Madame Hydra aparece por primera vez en el episodio "What If...", donde se revela que ella está en el control de mantener a Daisy Johnson y Jemma Simmons en el Framework que muestra una realidad virtual, donde la Tierra está regida por Hydra. Ella también está en una relación con el científico principal de Hydra, Leo Fitz (conocido como "El Doctor").[59] En el episodio "Identity and Change", su nombre real en el Framework se revela como Ophelia, y ella ha estado manteniendo la conciencia de Holden Radcliffe aislada en Ogygia, junto con la conciencia de su homólogo, Agnes Kitsworth, hasta que fue asesinada por el Doctor.[60] Cuando May traiciona a Hydra y le permite a Daisy pasar por Terrigenesis, Daisy utiliza sus poderes para lanzar a Ophelia por la ventana, donde la caída daña severamente su columna vertebral. Hospitalizada, Ophelia le dice a Fitz que su cuerpo no tendrá importancia y que promulgará el Proyecto: Looking Glass.[61] En el episodio "¡Adiós, mundo cruel!", al ser creada en el mundo real, Ophelia secuestra a un Fitz despertado con su capacidad de teletransporte recién descubierta.[62] En "El Regreso", ahora experimenta emociones humanas incluyendo la simpatía, Fitz logra convencer a Ophelia para rescatar a Coulson, May y un Mack inconsciente de ahogarse, pero luego son capturados por Simmons. Ophelia convence a Fitz que las decisiones que tomó en el Framework no eran obra suya, pero se irrita al enterarse de que él todavía ama a Simmons. Ophelia revela que ella es impermeable al daño y muestra potencias eléctricas matando a los agentes de S.H.I.E.L.D. que han venido a rescatar a Fitz. Ella se escapa y se reúne con Anton Ivanov al hacer planes para que S.H.I.E.L.D. sufra por el dolor que le causaron.[63] En el episodio, "El Fin del Mundo", Ophelia intenta recuperar el Darkhold, pero es detenida por la llegada inesperada de Robbie Reyes, la única persona que puede hacerle daño. Phil Coulson toma prestado el poder de Reyes, con el fin de destruir con éxito a Ophelia, de una vez por todas.[64]

### Cine
- El alias Viper se utilizó en la película de televisión de 1998 Nick Fury: Agent of S.H.I.E.L.D. En la película, su verdadero nombre es Andrea von Strucker (interpretada por Sandra Hess).

- La actriz rusa Svetlana Khodchenkova interpretó a Viper en The Wolverine de 2013.[65][66] Debido a problemas de derechos con Marvel Studios, a esta versión nunca se la conoce por el nombre de "Madame Hydra", ni tampoco se hace referencia a la organización Hydra a la que pertenece.[67] Ella es representada como una mutante inmune a todas las toxinas en la Tierra, capaz de mudar de piel si alguna vez es infectada, además de ser una maestra en la creación de toxinas. Viper también es una científica brillante con el alias de la Dra. Green y ayudó a construir la armadura Samurái de Plata de adamantium para Ichiro Yashida (quién era el padre de Shingen Yashida y el abuelo de Mariko Yashida). Ella ideó un medio para anular el factor curativo de Wolverine usando un micro robot conectado a su corazón hasta que Wolverine lo removió más tarde. Ella es asesinada en la batalla final con Yukio cuando esta le ata un cable alrededor de su cuello y se la lleva al hueco de un ascensor dejándola con el cuello roto por el contrapeso descendente.[65][68]

### Videojuegos
- Madame Hydra aparece como una villana en Captain America: Super Soldier,[69] con la voz de Audrey Wasilewski.[56]
- Viper aparece como el primer jefe que se encuentra en el juego de Facebook Marvel: Avengers Alliance.
- Viper aparece como un jefe en Marvel: Avengers Alliance Tactics.
- Madame Hydra aparece como una villana en Marvel Heroes, con la voz de Tasia Valenza.[56]
- Viper aparece en Lego Marvel Super Heroes,[70] con la voz de Kari Wahlgren.
- Viper aparece en Lego Marvel Vengadores.
- Madame Hydra aparece como jefa en Marvel Avengers Academy.
- Madame Hydra aparece en Marvel Powers United VR, con la voz de Vanessa Marshall.[56]
- Viper aparece como una villana y personaje jugable en Marvel Future Fight.[71]

### Actuación en vivo
- Madame Hydra apareció como uno de los villanos en el Universo Marvel: ¡EN VIVO! espectáculo de arena.[72]

### Juguetes
- Se lanzó una figura de acción de Viper en la serie 2012 de figuras de Marvel Legends de Hasbro, una de las dos figuras que usan moldes corporales similares (con diferentes cabezas) comercializados como " Madame de Marvel", la otra figura es Madame Máscara.